# 拂曉之光
《拂曉之光》（Sunrise）是英國女作家共用筆名艾琳·杭特的系列小說《貓戰士》的三部曲《三力量》中六集的第六集（最後一集），中文版出版時間於2010年3月1日由晨星出版社出版，他將會譜出三部曲：三力量的最終結局。

## 資料來源
- 金石堂 （页面存档备份，存于）
- 博客來 （页面存档备份，存于）